# Paweł Szandrach
Paweł Szandrach (ur. 2 lutego 1991) – polski kajakarz, medalista mistrzostw Europy i Letniej Uniwersjady w Kazaniu (2013).

## Kariera sportowa
Jest zawodnikiem Zawiszy Bydgoszcz. Jego największe sukcesy na arenie międzynarodowej to brązowy medal mistrzostw Europy w 2013 w konkurencji K-2 500 m (z Mariuszem Kujawskim) oraz trzy medale Letniej Uniwersjady w 2013 (złoty w konkurencji K-2 1000 m, srebrny w konkurencji K-2 500 m - w obu startach z Mariuszem Kujawskim, brązowy w konkurencji K-4 500 m - z Mariuszem Kujawskim, Dawidem Putto i Sebastianem Szypułą).
Ponadto startował jeszcze na mistrzostwach świata w 2013 (5 m. w konkurencji K-2 500 m i 4 m. w konkurencji K-2 1000 m - w obu startach z Mariuszem Kujawskim), a na mistrzostwach Europy zajmował miejsca: w 2013 – 4 m. w konkurencji K-2 1000 m), w 2015 – 4 m. w konkurencji K-4 1000 m.
Jest 13-krotnym mistrzem Polski:
- K-1 500 m: 2015
- K-1 1000 m: 2015
- K-1 4 x 200 m: 2012, 2013, 2014
- K-2 500 m: 2014 (z Mariuszem Kujawskim)
- K-2 1000 m: 2012, 2013, 2015 (we wszystkich startach z Mariuszem Kujawskim)
- K-4 1000 m: 2011, 2012, 2014, 2015